# Кубок Югославії з футболу 1999—2000
Кубок Сербії та Чорногорії з футболу 1999–2000 — 8-й сезон кубкового футбольного турніру в Союзній Республіці Югославія. Титул вдруге поспіль здобула Црвена Звезда.

## Календар
| Раунд       | Дата                 | Матчі | Клуби   |
| ----------- | -------------------- | ----- | ------- |
| 1/16 фіналу | 24-25 листопада 1999 | 16    | 32 → 16 |
| 1/8 фіналу  | 8-10 грудня 1999     | 8     | 16 → 8  |
| 1/4 фіналу  | 5 квітня 2000        | 4     | 8 → 4   |
| 1/2 фіналу  | 19 квітня 2000       | 2     | 4 → 2   |
| Фінал       | 10 травня 2000       | 1     | 2 → 1   |

## 1/16 фіналу
| Команда 1                       | Рахунок      | Команда 2              |
| ------------------------------- | ------------ | ---------------------- |
| 24 листопада 1999               |              |                        |
| Железнік                        | 3:2          | ЧСК Пивара (2)         |
| Железничар (Лайковац) (2)       | 2:3          | Земун                  |
| Воєводина                       | 2:1          | Бечей (2)              |
| Зета (2)                        | 2:2 пен. 7:6 | Будучност (Подгориця)  |
| Партизан                        | 4:2          | Спартак (Суботиця)     |
| Борац                           | 1:3          | Міліціонар             |
| Челік (Никшич) (2)              | 1:1 пен. 4:3 | Раднички (Ниш)         |
| Балкан (Мірієво) (3)            | 2:1          | Хайдук (Кула)          |
| Бор (2)                         | 0:3          | Црвена Звезда          |
| Напредак (Крушевац) (2)         | 3:1          | Рад                    |
| ОФК Кікінда (2)                 | 0:0 пен. 3:4 | Раднички (Крагуєваць)  |
| Чукарички                       | 2:0          | Пролетер (Зренянин)    |
| Слобода (Ужице) (2)             | 0:2          | Сартід                 |
| 25 листопада 1999               |              |                        |
| Будучност (Банатський Двор) (3) | 1:0          | ОФК Белград            |
| Обилич                          | 3:1          | Раднички (Белград) (2) |
| Приштина (-)                    | -:+          | Могрен                 |

## 1/8 фіналу
| Команда 1                       | Рахунок      | Команда 2          |
| ------------------------------- | ------------ | ------------------ |
| 8 грудня 1999                   |              |                    |
| Железнік                        | 1:0          | Воєводина          |
| Зета (2)                        | 1:2          | Обилич             |
| Земун                           | 0:0 пен. 4:3 | Партизан           |
| Будучност (Банатський Двор) (3) | 1:1 пен. 2:4 | Челік (Никшич) (2) |
| Сартід                          | 0:3          | Црвена Звезда      |
| Напредак (Крушевац) (2)         | 2:0          | Могрен             |
| Раднички (Крагуєваць)           | 1:0          | Чукарички          |
| 10 грудня 1999                  |              |                    |
| Балкан (Мірієво) (3)            | 0:2          | Міліціонар         |

## 1/4 фіналу
| Команда 1               | Рахунок      | Команда 2             |
| ----------------------- | ------------ | --------------------- |
| 5 квітня 2000           |              |                       |
| Црвена Звезда           | 1:0          | Раднички (Крагуєваць) |
| Міліціонар              | 1:1 пен. 5:4 | Обилич                |
| Челік (Никшич) (2)      | 0:5          | Земун                 |
| Напредак (Крушевац) (2) | 0:0 пен. 3:1 | Железнік              |

## 1/2 фіналу
| Команда 1               | Рахунок      | Команда 2     |
| ----------------------- | ------------ | ------------- |
| 19 квітня 2000          |              |               |
| Міліціонар              | 0:3          | Црвена Звезда |
| Напредак (Крушевац) (2) | 0:0 пен. 5:4 | Земун         |

## Фінал
| 10 травня 2000 |

| Црвена Звезда                                     | 4:0      | Напредак (Крушевац) (2) |
| ------------------------------------------------- | -------- | ----------------------- |
| П'янович 13' (пен.), 38' Ілич 65' Вукоманович 58' | Протокол |                         |

| Стадіон «Црвени Звезди», Белград Глядачів: 25 000 Арбітр: Сава Чоканиця |